# Château de Kerangat
Le château de Kerangat est un château situé sur la commune de Plumelec dans le département du Morbihan.

## Historique
La seigneurie de Kerangat, qui appartint à Jean de Lesmays en 1427 et 1464, puis aux familles Evenar (Olivier Evenar en est le seigneur en 1580), Le Maignan (Guillaume Le Maignan est le seigneur entre 1580 et 1612), Martin (Mathieu Marin la possède en 1737), faisait partie autrefois de Saint-Jean-Brévelay (le quartier de Kerangat fut annexé par Plumelec en 1868).
L'actuel château fut construit au XIXe siècle sur l'emplacement d'un ancien manoir médiéval ayant longtemps appartenu à la famille Le Maignan de Kerangat. Le parc se compose d'un arboretum.